# Тюльпан оритиевидный
Тюльпа́н оритиеви́дный (лат. Tulipa orithyioides) — вид однодольных растений рода Тюльпан (Tulipa) семейства Лилейные (Liliaceae). Впервые описан российским ботаником Алексеем Ивановичем Введенским в 1935 году.

## Распространение и среда обитания
Известен из Гиссарского хребта в Сурхандарьинской области Узбекистана. В этой стране этот вид встречается всего на двух участках; за пределами Узбекистана тюльпан оритиевидный, по-видимому, присутствует также в Киргизии и Таджикистане.
Предпочитает каменистые и щебнистые участки на склонах на высоте 2500—3000 м.

## Ботаническое описание
Луковичный геофит. Светолюбивое многолетнее травянистое растение высотой 7—12 см. Растёт одиночно.
Луковица яйцевидной формы; оболочка буро-серая, тонкая бумажная.
Листьев по два на растении.
Цветки одиночные, жёлтого цвета, в центральной части — белого.
Плод — коробочка бурого или зелёного цвета.
Цветёт в мае и июне, плодоносит в июле и августе. Размножение семенное и вегетативное.

## Значение
Выращивается как декоративное растение.

## Охранный статус
Занесён в Красную книгу Узбекистана. В этой стране тюльпан оритиевидный очень редок, и с 1980 года не отмечается на местном ареале. Среди угроз виду отмечались активный сбор цветов и выпас скота на участках распространения.
С 1975 года выращивается в Ботаническом саду Академии наук Узбекистана.